# Закревські
Закревські — давній козацько-старшинський, згодом дворянський рід, започаткований генеральним обозним Йосипом Лук'яновичем Закревським (1762). Незабаром її братам Олексію та Кирилу вдалося досягти величезного впливу при дворі імператриці Єлизавети Петрівни, отримавши графський титул. Після цього Йосип Закревський зробив карколомну кар'єру в Гетьманщині: від козака до генерального бунчужного[джерело?].
Один із його синів — Андрій Йосипович Закревський (1742—1804) — був директором Імператорської академії мистецтв (заснованої 1783) та головою Медичної колегії (1789) у Санкт-Петербурзі.
Родині однієї з гілок роду Закревських належало село Березова Рудка (нині село Лубенського району Полтавської області). Першим його власником (з 1787) був надвірний радник Григорій Закревський У селі було побудовано розкішний палац. Садиба Закревських у 1843, 1845 і 1846 роках відвідував Тарас Шевченко, гостюючи у братів Закревських — Віктора Олексійовича та Платона Олексійовича, про що згадує Олександр Афанасьєв-Чужбинський. Особливо заприятелював Тарас Шевченко з Віктором Олексійовичем (1807—58), ротмістром у відставці, який мешкав неподалік села на хуторі Вікторівка. Відомо, що під час відвідин Березової Рудки в грудні 1843 року Тарас Шевченко намалював портрети Віктора та Платона Олексійовичів, а також портрет Ганни Іванівни — дружини Платона Олексійовича. Спілкувався поет і з сестрою Віктора і Платона — Софією Олексіївною, відомою свого часу письменницею, авторкою роману «Институтка» («Отечественные записки», 1841) та повісті «Ярмарка» («Отечественные записки», 1841). Син Платона і Ганни — Гнат Платонович (1839—1906) — прокурор Харківської судової палати, обер-прокурор 1-го департаменту Правительствуючого сенату (1894), автор праць «Об учениях уголовно-антропологической школы» (Харків, 1893); «О равенстве в обществе» («Журнал гражданского и торгового права», 1883, № 1); «По поводу резюме председателя суда» («Журнал гражданского и уголовного права», 1887, № 4) та ін. Його дочка Марія (1892—1974; після одруження Бенкендорф, баронеса Будберг) — громадянська дружина спочатку Максима Горького, котрий присвятив їй роман «Жизнь Клима Самгина», потім — англійського дипломата Р.-Г.Локкарта, а згодом — англійського письменника Герберта Велза. З бокових відгалужень цього роду походить, імовірно, Микола Васильович Закревський. Останнього не варто ототожнювати з полтавським дворянином — теж Миколою Васильовичем (ця помилка допущена в «Малоросійському родословнику» Вадима Модзалевського, т. 2. К., 1910, та «Критико-биографическом словаре», 1916). Залишив слід в історії ще один Микола Закревський (рік народження та рік смерті невідомі) — морський лікар, який 1861—65  опублікував низку цікавих статей в «Морском сборнике» з історії Чорноморського флоту, оборони Севастополя в Кримську війну (1853—1856), з життя та діяльності видатних флотоводців.
- У культурно-науковому середовищі прізвище Закревський насамперед пов'язується з Гнатом Платоновичем[джерело?] (1839—1906) — прокурором Харківської судової палати і сенатором, автором праці «Об учениях уголовно-антропологической школы» (1893)[1]
- Микола Васильович Закревський (1805—1871) — історик, фольклорист, етнограф (народився в Києві в сім'ї міщанина, і його не слід плутати з полтавським дворянином Миколою Васильовичем 3акревським)[1].
- Нік Клегг — британський політик, нащадок роду Закревських, правнук Гната Платоновича Закревського[джерело?].